# St. Rupert (Arnbuch)

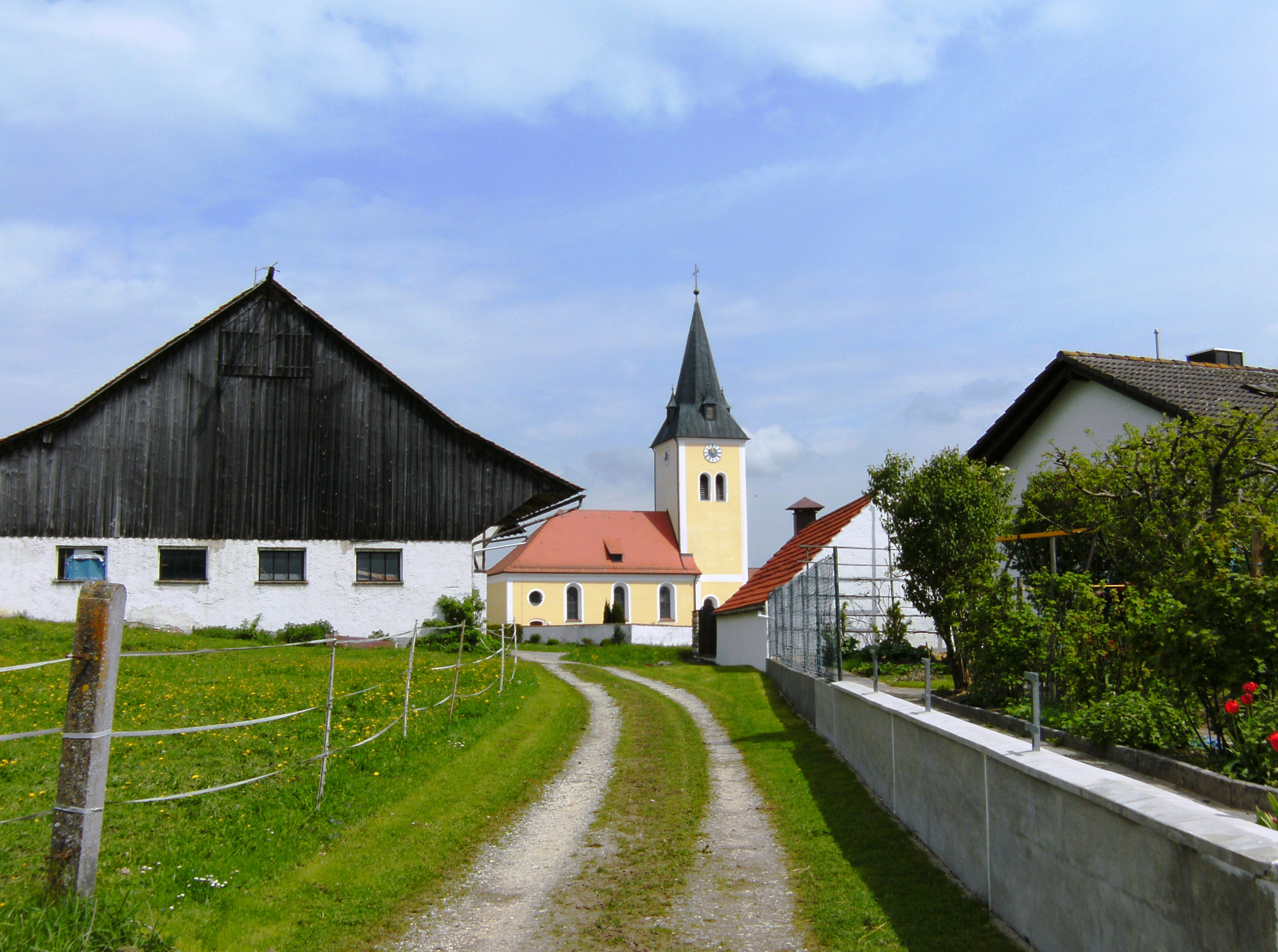
Kirche St. Rupert in Arnbuch

Die Filialkirche St. Rupert ist die katholische Dorfkirche von Arnbuch, einem Ortsteil der Stadt Beilngries im oberbayerischen Landkreis Eichstätt.

## Beschreibung
Die romanische Kirche vom Typ Chorturmkirche wurde 1885 verlängert und der Turm erhöht (mit ins Achteck übergehendem Spitzhelm und vier Lukarnen, ebenfalls jeweils mit Spitzhelm). Der Chor im Ostturm hat ein Kreuzgratgewölbe, das Langhaus ins flachgedeckt. Der Hauptaltar ist viersäulig und zeigt im Altarbild den Kirchenpatron. Die beiden Seitenaltäre sind zweisäulig; der linke zeigt im Altarbild Maria, der rechte den hl. Sebastian. Zur Ausstattung gehören des Weiteren eine Kanzel, ein neuerer Volksaltar, diverse Heiligenfiguren und ein Kreuz mit Schmerzensmutter. Das Deckengemälde zeigt die Krönung Mariens, darunter das leere Mariengrab mit den Aposteln. Eine Arnbucher Glocke goss 1795 der Ingolstädter Johann Divall.
Arnbuch gehört kirchlich zusammen mit Aschbuch zu Kirchbuch und wird seelsorgerlich von Paulushofen mitversorgt.

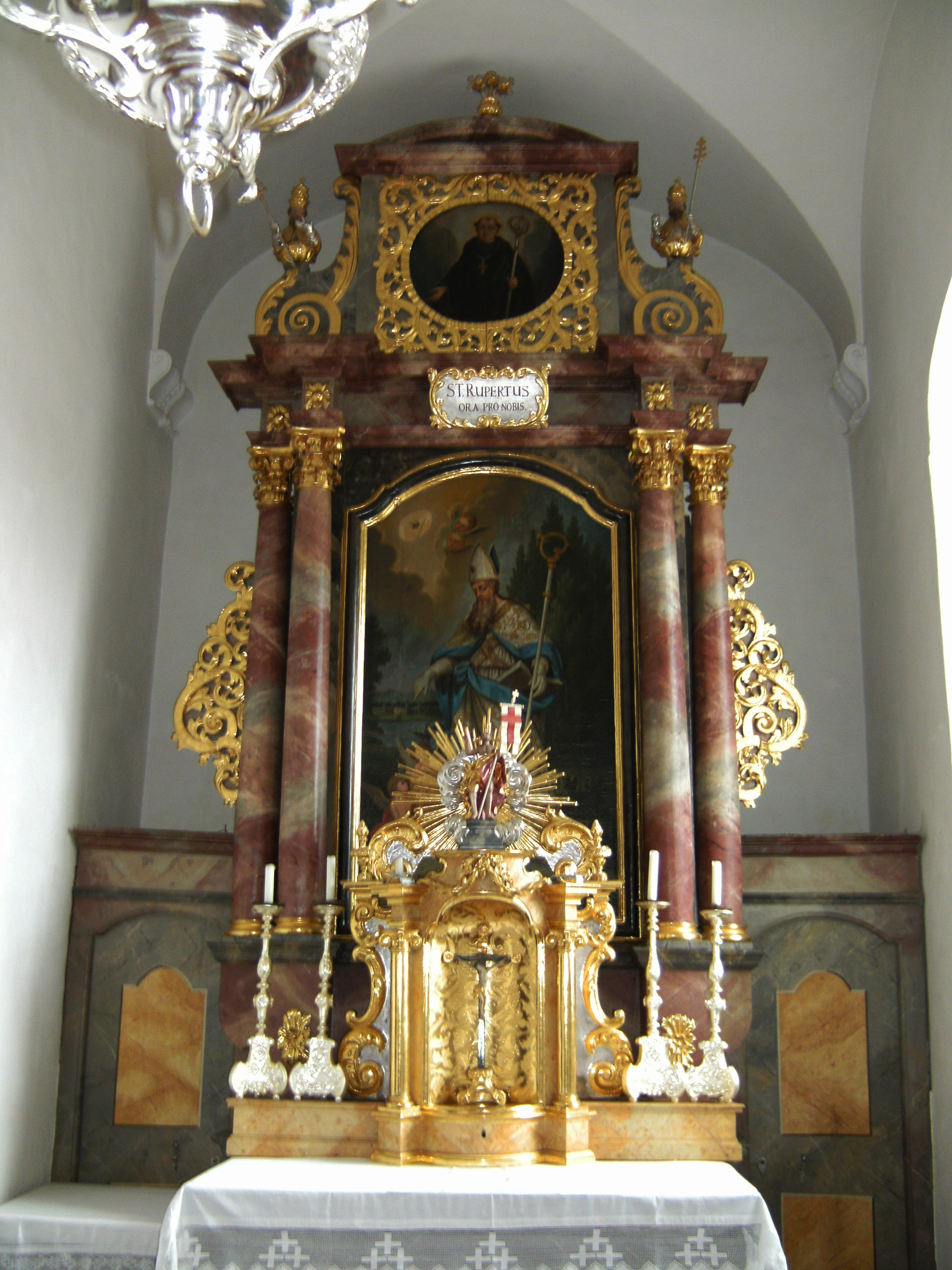
Hauptaltar
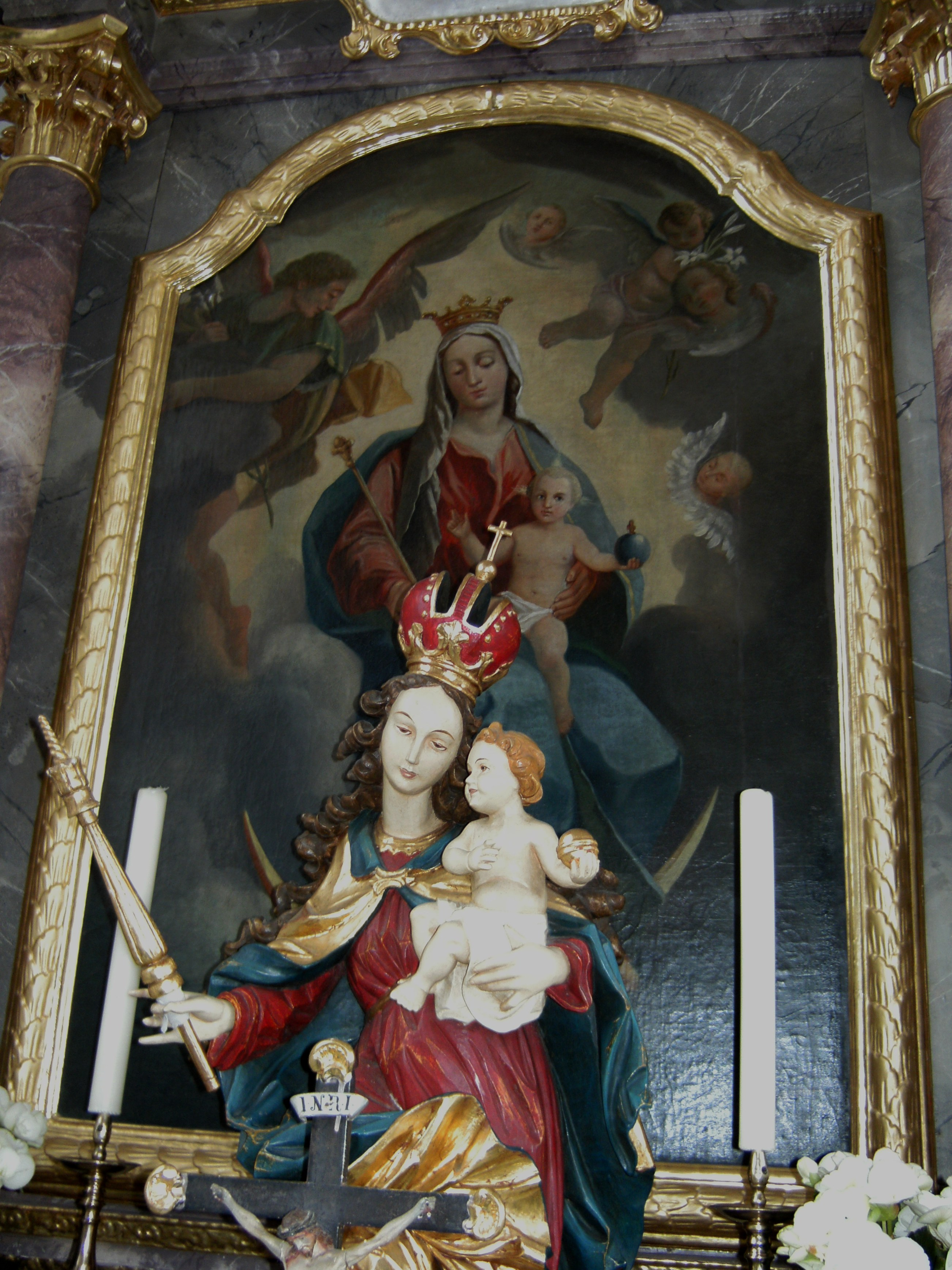
Marienaltar